# Die Verfemten
Die Verfemten (Originaltitel: The Hunted) ist die elfte Folge der dritten Staffel der US-amerikanischen Science-Fiction-Fernsehserie Raumschiff Enterprise – Das nächste Jahrhundert. Sie wurde in den Vereinigten Staaten über Syndication vermarktet und erstmals am 8. Januar 1990 auf verschiedenen Fernsehsendern ausgestrahlt. In Deutschland war sie zum ersten Mal am 18. September 1992 in einer synchronisierten Fassung im ZDF zu sehen.

## Handlung
Im Jahr 2366 bei Sternzeit 43489.2 besucht die Enterprise den Planeten Angosia III, der die Mitgliedschaft in der Föderation beantragt hat. Die Angosianer waren noch vor einigen Jahren in einen Krieg verwickelt, scheinen aber seitdem beeindruckende gesellschaftliche Fortschritte gemacht zu haben. Während Captain Picard sich mit Premierminister Nayrok unterhält, erhält letzterer die Nachricht, dass es in einer Strafkolonie auf Lunar V, einem der Monde des Planeten, zu einem Ausbruch gekommen ist. Einem Häftling ist es gelungen, mit einem kleinen Raumschiff zu entkommen. Da die Sicherheitskräfte auf Angosia III für so einen Fall nur ungenügend ausgebildet sind, bittet Nayrok Picard um Hilfe.
Die Enterprise verfolgt das Schiff, das sich zunächst hinter einem Asteroiden versteckt. Dort stößt es die Antriebssektion ab, während der Rest des Schiffs auf den Asteroiden stürzt. Der Pilot wird zunächst für tot gehalten, doch inzwischen ist die Antriebssektion verschwunden und es ist klar, dass der Pilot sich dort versteckt hat. Als die Enterprise sie wiederfindet, versucht der Pilot, in einer Fluchtkapsel zu entkommen. Er wird schließlich an Bord gebeamt, doch es sind fünf Mann nötig, um ihn zu überwältigen und in eine Zelle zu verfrachten.
Der Mann wird als Roga Danar identifiziert. Seine taktischen Fähigkeiten und seine enorme Stärke erstaunen die Mannschaft der Enterprise – ebenso die Tatsache, dass die Schiffssensoren ihn nicht wahrnehmen. Daher werden genauere Nachforschungen angestellt. Counselor Troi führt ein Gespräch mit ihm, Schiffsärztin Beverly Crusher untersucht ihn und der zweite Offizier Data sichtet die über ihn vorhandenen Aufzeichnungen. Es stellt sich heraus, dass Danar kein gewöhnlicher Häftling ist. Tatsächlich ist er nie wegen eines Verbrechens verurteilt worden. Vielmehr wurde er von seiner Regierung während des Krieges durch die Manipulation seiner Psyche und seiner Biochemie zu einer Art „Supersoldat“ gemacht. Nach dem Ende des Krieges wurden er und seinesgleichen nach Lunar V abgeschoben. Die Kolonie ist eigentlich eine Militäreinrichtung. Doch obwohl die Kolonie sehr human geführt wird und Komfort bietet, fühlt sie sich für Danar doch wie ein Gefängnis an, denn niemand darf sie verlassen. Die Angosianer glauben, dies sei die einzige Möglichkeit, mit den Supersoldaten umzugehen. Da schon ein kleiner Streit genügt, um ihre Programmierung zu aktivieren und extrem gewalttätiges Verhalten zu provozieren, stellen sie eine unberechenbare Gefahr für die Gesellschaft des Planeten dar.
Picard führt eine weitere Unterredung mit Nayrok und ist verärgert, dass dieser ihm nicht die Wahrheit über Danar erzählt hat. Nayrok versucht Picard zu beschwichtigen und versichert ihm, die Soldaten würden auf Lunar V gut behandelt. Er besteht auf der Auslieferung Danars, da es sich um eine interne Angelegenheit Angosias handelt. Picard bleibt keine Wahl als dieser Forderung nachzukommen. Ein Polizeischiff nähert sich der Enterprise und Danar soll auf dieses hinübergebeamt werden. Es gelingt ihm jedoch irgendwie, sich aus dem Transporterstrahl zu befreien und aus seiner Zelle zu fliehen. Er läuft durch verschiedene Bereiche der Enterprise und legt mehrere falsche Fährten, um sein eigentliches Ziel zu verschleiern. Schließlich kann Sicherheitschef Worf ihn in einem Frachtraum stellen. In diesem Moment explodiert jedoch ein Phaser, den Danar auf Überlastung gestellt hat. Dadurch kommt es zu einem kurzen Energieausfall und Danar kann Worf überwältigen. Mit der Energie eines zweiten Phasers bringt er einen Transporter zum Laufen und beamt auf das Angosianische Schiff, wo er auch dessen Mannschaft überwältigt und als Geiseln nimmt.
Während die Besatzung der Enterprise mit Reparaturen beschäftigt ist, fliegt Danar nach Lunar V, befreit die restlichen Soldaten und macht sich mit ihnen auf den Weg nach Angosia III. Premierminister Nayrok gerät in Panik und bittet Picard erneut um Hilfe. Der sichert zu, ein Außenteam zu schicken, doch das besteht nur aus ihm selbst und drei seiner Führungsoffiziere. Picard erklärt Nayrok, dass er nicht die Absicht habe, für ihn zu kämpfen. Stattdessen wirft er ihm vor, dass man es sich mit der Abschiebung der Soldaten zu leicht gemacht habe und nie ernsthaft nach einem Weg gesucht habe, ihre Programmierung rückgängig zu machen. Jetzt sei die Zeit gekommen, das noch einmal zu überdenken. Schließlich wird der Regierungssitz von Danar und seinen Leuten gestürmt. Sie wollen nun mit Waffengewalt erzwingen, dass man sich mit ihnen auseinandersetzt. Nayrok fleht Picard an, etwas zu unternehmen. Der entscheidet sich, den Planeten zu verlassen, denn wie Nayrok selbst schon sagte, handelt es sich um eine interne Angelegenheit Angosias und der Planet müsse damit allein fertig werden. Es wird sich nun zeigen, ob Angosia schon bereit für die Mitgliedschaft in der Föderation sei, und der Antrag werde gründlich geprüft.

## Besonderheiten

### Verbindungen zu anderen Star-Trek-Produktionen
Einige Elemente aus dieser Folge wurden in späteren Star-Trek-Produktionen wieder aufgegriffen:
- Die Wartungsschächte der Enterprise sind hier zum ersten Mal zu sehen und sie werden hier auch erstmals als „Jefferies tubes“ bezeichnet. Benannt sind sie nach Walter M. Jefferies, dem Szenenbildner der Originalserie Raumschiff Enterprise und maßgeblichen Designer des Modells der ursprünglichen Enterprise. Die Bezeichnung „Jefferies tube“ wurde vom Produktionsteam hinter der Kamera schon in der Serie Raumschiff Enterprise verwendet, wo bereits ähnliche Schächte vorkamen, doch erst mit Die Verfemten wurde sie auch innerhalb des Star-Trek-Universums kanonisiert. Von da an waren die „Jefferies tube“ genannten Schächte regelmäßig in den verschiedenen Star-Trek-Serien zu sehen. Die Verfemten ist allerdings die einzige Folge, in der ein Wartungsschacht gezeigt wird, in dem man aufrecht stehen kann. In späteren Folgen sind die Schächte deutlich niedriger. In der deutschen Synchronfassung wurde „Jefferies tube“ in dieser Folge noch fehlerhaft mit „Jefferson-Tunnel“ und „Jefferson-Röhre“ übersetzt. Erst in späteren Folgen wurde die Übersetzung zu „Jefferies-Röhre“ korrigiert.
- Im Spielfilm Star Trek: Treffen der Generationen von 1994 ist Angosia III auf einer Sternenkarte verzeichnet.
- In Folge 1.08 (Veritas) der animierten Serie Star Trek: Lower Decks von 2021 wird Roga Danar erwähnt.

### Besonderheiten der deutschen Synchronfassung
In der deutschen Synchronfassung wurde Miles O’Brien in dieser Folge nicht von seinem üblichen Synchronsprecher Jörg Döring, sondern von Uwe Jellinek gesprochen. Jellinek sprach O’Brien nur noch ein weiteres Mal in Folge 3.14 (Riker unter Verdacht) und wurde dann wieder von Döring abgelöst.

## Produktion

### Drehbuch
Die Folge war als Allegorie auf die Probleme gedacht, die die Vereinigten Staaten dabei hatten, die Veteranen des Vietnamkriegs wieder in die Gesellschaft zu integrieren. Die Revolte der Gefangenen sollte ursprünglich im Stil des Films Rambo gedreht werden, was das Budget nicht mehr zuließ.

### Darsteller
Jeff McCarthy, Darsteller von Roga Danar, spielte auch den Schiffsarzt der USS Voyager im Pilotfilm Der Fürsorger von Star Trek: Raumschiff Voyager.
James Cromwell, Darsteller von Premierminister Nayrok, spielte auch Jaglom Shrek in der Doppelfolge 6.16/17 (Der Moment der Erkenntnis) von Raumschiff Enterprise – Das nächste Jahrhundert und Hanok in Folge 4.08 (Das Wagnis) von Star Trek: Deep Space Nine sowie Zefram Cochrane im Spielfilm Star Trek: Der erste Kontakt, in zwei Folgen von Star Trek: Enterprise und in Folge 3.01 (Startverbot) von Star Trek: Lower Decks.
J. Michael Flynn, Darsteller von Zayner, spielte auch einen Mazariten in Folge 1.23 (Gefallene Heldin) von Star Trek: Enterprise und den Romulaner Nijil in drei Folgen von Star Trek: Enterprise.

### Kostüme
Die Rollkragenhemden, die von den Angosianern getragen werden, stammen ursprünglich von den Sternenflottenuniformen, die für Star Trek II: Der Zorn des Khan und die folgenden Spielfilme angefertigt worden waren.

### Kulissen
Die Gefängniszelle der Enterprise ist hier erstmals zu sehen.

### Modelle
Für das Polizeischiff, das Roga Danar für seine Flucht benutzt, wurde das modifizierte Modell des Straleb-Schiffs aus Folge 2.04 (Der unmögliche Captain Okona) von Raumschiff Enterprise – Das nächste Jahrhundert wiederverwendet.

## Rezeption
Keith DeCandido bewertete Die Verfemten 2011 auf tor.com als eine nur leicht überdurchschnittliche Folge von Raumschiff Enterprise – Das nächste Jahrhundert. Er hielt sie für die wohl am wenigsten subtile Vietnamkriegs-Analogie, die aber gute Action bietet.
Caroline Siede empfahl Die Verfemten 2016 auf vox.com als eine von fünf Folgen der Serie von Raumschiff Enterprise – Das nächste Jahrhundert, die Neulingen einen guten Einstieg ins Star-Trek-Franchise ermöglichen.
Stephanie Roehler erstellte 2021 für screenrant.com eine Liste der 20 besten Folgen von Raumschiff Enterprise – Das nächste Jahrhundert. Die Verfemten landete dabei auf Platz 7.